# Крандон Лејкс (Њу Џерзи)
Крандон Лејкс (енгл. Crandon Lakes) насељено је место без административног статуса у америчкој савезној држави Њу Џерзи.

## Демографија
По попису из 2010. године број становника је 1.178, што је 2 (-0,2%) становника мање него 2000. године.
| Група             | 2000.         | 2010.         |
| Белци             | 1.139 (96,5%) | 1.114 (94,6%) |
| Афроамериканци    | 4 (0,3%)      | 7 (0,6%)      |
| Азијати           | 6 (0,5%)      | 13 (1,1%)     |
| Хиспаноамериканци | 14 (1,2%)     | 36 (3,1%)     |
| Укупно            | 1.180         | 1.178         |